# Vranić (Barajevo)
Vranić (em cirílico:Вранић) é uma vila da Sérvia localizada no município de Barajevo, pertencente ao distrito de Belgrado, na região de Šumadija. Possuía uma população de 4241 habitantes segundo o censo de 2009.

## Demografia
| 1948  | 1953  | 1961  | 1971  | 1981  | 1991  | 2002  |
| ----- | ----- | ----- | ----- | ----- | ----- | ----- |
| 2 991 | 3 051 | 2 868 | 2 625 | 3 044 | 3 288 | 3 899 |